# (400108) 2006 TN122
(400108) 2006 TN122 es un asteroide perteneciente al cinturón de asteroides, descubierto el 11 de octubre de 2006 por el equipo del Near Earth Asteroid Tracking desde el Observatorio del Monte Palomar, Estados Unidos.

## Designación y nombre
Designado provisionalmente como 2006 TN122.

## Características orbitales
2006 TN122 está situado a una distancia media del Sol de 2,633 ua, pudiendo alejarse hasta 3,165 ua y acercarse hasta 2,100 ua. Su excentricidad es 0,202 y la inclinación orbital 12,33 grados. Emplea 1560,65 días en completar una órbita alrededor del Sol.

## Características físicas
La magnitud absoluta de 2006 TN122 es 17,1. Tiene 2,046 km de diámetro y su albedo se estima en 0,073.